# Mary Anne Warren
Mary Anne Warren (17 de agosto de 1946 - 9 de agosto de 2010) fue una escritora y profesora de filosofía estadounidense, popular por sus escritos en relación con el tema del aborto. 
Sus ensayos se convirtieron en lecturas imprescindibles en algunos cursos académicos donde se trate el debate del aborto, y son citados frecuentemente en grandes publicaciones como en The Moral of the Story: An Anthology of Ethics Through Literature ("La Moral de la Historia: Antología de la ética a través de la Literatura") de Peter Singer y Bioethics: A Systematic Approach ("Acercamiento sistemático a la Bioética") de Bernard Gert. Ella aseguraba que el feto en su estado primario carecía de toda clase de personalidad, por lo que no podía tratarse como a una persona al no tener ninguna moral establecida, por lo tanto aseguraba que la práctica del aborto era totalmente aceptable.
Muchas veces se le describió como una feminista, debido principalmente a sus textos donde destacaba la importancia de la libertad de decisión. 
Warren también escribió sobre las implicaciones de la selección sexual y sobre los derechos de los animales. Enseñó filosofía en la Universidad de San Francisco durante muchos años.
Mary Anne Warren murió el 9 de agosto de 2010, a la edad de 63 años. 

## Publicaciones seleccionadas

### Libros
- Warren, Mary Anne, Gendercide: The Implications of Sex Selection; Rowman & Littlefield (1985) ISBN 978-0-8476-7330-8 ("Las implicaciones de la selección sexual").
- Warren, Mary Anne, Moral Status - Obligations to Persons and Other Living Things ; Oxford University Press (2000) ISBN 978-0-19-825040-1 ("Estatus moral - Obligaciones de las personas con los seres vivos").

### Ensayos
- Warren, Mary Anne, "On the Moral and Legal Status of Abortion". Monist 57:1 : 43-61. Reprinted in Mappes and DeGrazia 2001: 456-463, (1973) ("Estatus moral y legal del aborto").
- Warren, Mary Anne, "Do Potential People Have Moral Rights?" In R Sikora and B Barry, eds. Obligations to Future Generations. Philadelphia, PA: Temple University Press,: 14-30, (1978) ("Obligaciones a las generaciones futuras").
- Warren, Mary Anne, "Postscript on Infanticide". Reprinted in Mappes and DeGrazia 2001: 461-463, (1982) ("Infanticidio").
- Warren, Mary Anne, "The Moral Difference Between Infanticide and Abortion: A Response to Robert Card" . Bioethics, Vol. 14, pp. 352–359 (2000) ("La diferencia moral entre infanticidio y aborto").
- Warren, Mary Anne, "The Nature of Woman: an encyclopedia and guide to the literature"; EdgePress (1980) ("La naturaleza de la mujer").